# Příběh žraloka
Příběh žraloka (v anglickém originále Shark Tale) je americký animovaný film z roku 2004. Režisérem filmu je trio Vicky Jenson, Bibo Bergeron a Rob Letterman. Hlavní role ve filmu ztvárnili Will Smith, Jack Black, Robert De Niro, Renée Zellweger a Angelina Jolie.

## Ocenění
Film byl nominován na Oscara a cenu BAFTA v kategorii nejlepší animovaný film.

## Obsazení
| Will Smith      | Oscar            |
| Jack Black      | Lenny            |
| Robert De Niro  | Don Lino         |
| Renée Zellweger | Angie            |
| Angelina Jolie  | Lola             |
| Martin Scorsese | Sykes            |
| Ziggy Marley    | Ernie            |
| Doug E. Doug    | Bernie           |
| Peter Falk      | Don Ira Feinberg |

## Dabing
| Aleš Háma                | Oscar             |
| Bohuslav Kalva           | Don Lino          |
| Hana Ševčíková           | Angie             |
| Filip Jančík             | Lenny             |
| Marcela Kyselová         | Lola              |
| Libor Hruška             | Sykes             |
| Hynek Dřízhal            | Bernie            |
| Petr Gelnar              | Frankie           |
| Jiří Plachý              | Luca              |
| Karel Richter            | Don Brizzi        |
| Jan Hanžlík              | Magor Joe         |
| Zdeněk Štěpán            | garnát & hvězdice |
| Petra Jindrová Lupínková | Jennis            |

Další hlasy: Martin Janouš, Luděk Čtvrtlík, Zdeněk Hess, Bohdan Tůma & Stanislav Lehký